# Aenasiella ovi
Aenasiella ovi är en stekelart som beskrevs av Girault 1925. Aenasiella ovi ingår i släktet Aenasiella och familjen sköldlussteklar. Inga underarter finns listade i Catalogue of Life.